# Gurun Tuo
Gurun Tuo is een bestuurslaag in het regentschap Sarolangun van de provincie Jambi, Indonesië. Gurun Tuo telt 912 inwoners (volkstelling 2010).